# Сенадор-Фирмину
Сенадор-Фирмину (порт. Senador Firmino)  —  муниципалитет в Бразилии, входит в штат Минас-Жерайс. Составная часть мезорегиона Зона-да-Мата. Входит в экономико-статистический  микрорегион Уба. Население составляет 6862 человека на 2006 год. Занимает площадь 166,152 км². Плотность населения — 41,3 чел./км².

## История
Город основан 1 января 1939 года.

## Статистика
- Валовой внутренний продукт на 2003 год составляет 20 647 451,00 реалов (данные: Бразильский институт географии и статистики).
- Валовой внутренний продукт на душу населения на 2003 год составляет 3062,97 реалов (данные: Бразильский институт географии и статистики).
- Индекс развития человеческого потенциала на 2000 год составляет 0,730 (данные: Программа развития ООН).